# Новоникольское (Шарлыкский район)
Новоникольское — село в Шарлыкском районе Оренбургской области. Административный центр Новоникольского сельсовета. В селе пять улиц. Население — 255 человек.

## История
Село основано в 1826 году переселенцами преимущественно из Рязанской и частично Тамбовской губернии. Название села было дано по престольному празднику Николы, в честь Святителя и Чудотворца Николая. Впоследствии в селе была построена церковь во имя того же святого (Никольская церковь). Слово «новый» в названии села было добавлено для отличия от другого села Никольского, расположенного в том же районе.